# Cyrk w cyrku
Cyrk w cyrku (ros. Соло для слона с оркестром!, cz. Cirkus v cirkuse) – radziecko-czechosłowacki film komediowy z 1976 roku w reżyserii Oldřicha Lipskiego. Film został zgłoszony jako czechosłowacki kandydat do nagrody Amerykańskiej Akademii Filmowej w kategorii najlepszego filmu nieanglojęzycznego, ale nie uzyskał nominacji.

## Fabuła
Do Moskwy przyjeżdżają członkowie międzynarodowego jury, które ma ocenić program przygotowany przez cyrk moskiewski z myślą o udziale w festiwalu międzynarodowym. W tym samym czasie do Moskwy przyjeżdża delegacja naukowców-zoofilologów (badających sposoby porozumiewania się zwierząt). Naukowcy biorą udział w konferencji, zorganizowanej przez Uniwersytet im. Łomonosowa. W czasie konferencji dochodzi do dyskusji pomiędzy grupą Anglików i czeskim uczonym - prof. Rużiczką, który twierdzi, że słonia można nauczyć śpiewać.
Aby zweryfikować twierdzenia czeskiej uczonej grupa udaje się do cyrku, aby na tamtejszym słoniu przeprowadzić naukowy eksperyment. Zamieszanie w zespole cyrkowym wywołuje Grisza, który jest zakochany w córce dyrektora cyrku - Tanii. Ta z kolei jest zakochana w Aloszy i ignoruje zaloty Griszy. Grisza planuje nie dopuścić do następnego występu cyrku. W finałowej scenie miłość zwycięża wszelkie przeszkody, a słoń jednak śpiewa.

## Obsada
- Jewgienij Leonow jako dyrektor cyrku
- Natalia Warlej jako Tania
- Leonid Kurawlow jako Grisza
- Aleksander Lenkow jako Alosza
- Jiří Sovák jako profesor Rużiczka
- Iva Janžurová jako docent Whistler
- Karel Effa jako weterynarz
- Otto Hudrlik jako holenderski naukowiec
- Lubomír Kostelka jako Jean Lerique
- František Filipovský jako dziennikarz

## Produkcja
Zdjęcia kręcono we Lwowie i w Moskwie.